# Adolf Wild von Hohenborn
Adolf Wild von Hohenborn (n. 8 iulie 1860 - d. 25 octombrie 1925) a fost unul dintre generalii armatei Germaniei din Primul Război Mondial. Între 21 ianuarie 1915 și 29 octombrie 1916 a îndeplinit funcția de ministru de război al Prusiei.

## Activitate
În timpul mandatului său la Ministerul de Război a fost unul din criticii lui Hindenburg și în special al programului acestuia de muncă forțată - „Arbeitspflichtprogramm”. Von Hohenborn a promulgat actul numit „Judenzählung” pe 11 octombrie 1916, dar nu a rămas în funcție suficient timp ca să îl implementeze, deoarece pe 29 octombrie 1916 a fost înlocuit de împăratul Wilhelm al II-lea la cererea lui Hindenburg.